# 林勁谷
林勁谷，台灣長號演奏家。由賴財釧啓蒙，國中畢業後，考進屏東女中音樂班就讀。高中畢業後即赴德國求學，相繼取得學士、演奏家文憑（同等碩士），後取得博士資格。現任職於長榮交響樂團。